# Łamanie chleba

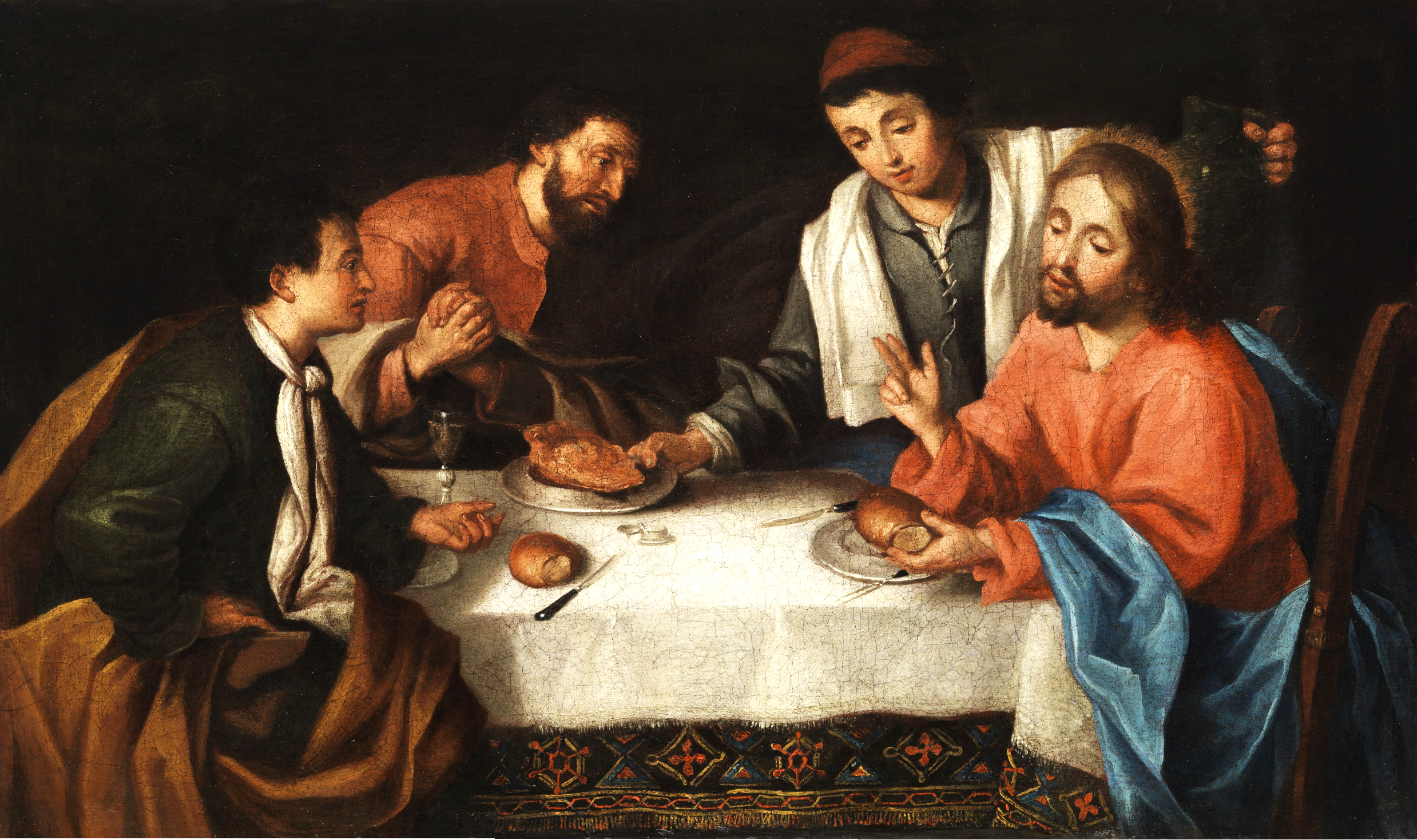
Chrystus łamiący chleb (obraz Piera Leona Ghezziego, XVII-XVIII w.)

Łamanie chleba – element liturgii eucharystycznej. W czasach apostolskich termin ten odnosił się do dzisiejszej liturgii mszy, jednak wraz z upływem czasu zakres znaczenia tego pojęcia uległ zawężeniu.

## Historia
Według tradycji chrześcijańskiej obrzęd ten został ustanowiony przez Jezusa Chrystusa podczas Ostatniej Wieczerzy, gdy „wziął on chleb, odmówiwszy dziękczynienie połamał go i podał mówiąc: To jest Ciało moje, które za was będzie wydane: to czyńcie na moją pamiątkę!” (Łk 22,19; BT). Od tamtej pory zwyczaj łamania chleba, zgodnie z zaleceniami Syna Bożego, stał się niezwykle ważny dla pierwszych chrześcijan. Według Justyna Męczennika z II w., który opisując Eucharystię, opisuje również obrzęd łamania chleba:
„Po zakończeniu modlitw przekazujemy sobie nawzajem pocałunek pokoju. Z kolei bracia przynoszą przewodniczącemu chleb i kielich napełniony wodą zmieszaną z winem. Przewodniczący bierze je, wielbi Ojca wszechrzeczy przez imię Syna i Ducha Świętego oraz składa długie dziękczynienie (po grecku: eucharistian) za dary, jakich nam Bóg raczył udzielić. Modlitwy oraz dziękczynienie przewodniczącego kończy cały lud odpowiadając: Amen. Gdy przewodniczący zakończył dziękczynienie i cały lud odpowiedział, wtedy tak zwani u nas diakoni rozdzielają obecnym Eucharystię, czyli chleb oraz wino z wodą, nad którymi odprawiano modlitwy dziękczynne, a nieobecnym zanoszą ją do domów”.
Zwyczaj ten z jednej strony ma charakter praktyczny, a z drugiej strony również symboliczny, ponieważ łączy wiernych przy wspólnym posiłku, który był niezwykle ważny w tradycji żydowskiej. Syn Boży błogosławiąc i rozdając chleb, jako gospodarz, zapraszał swoich uczniów do wspólnoty. Po jego śmierci tradycję tę rozpowszechniali pierwsi chrześcijanie, którzy „spożywając jeden Chleb Chrystusa wchodzą z Nim we wspólnotę i tworzą w Nim jedno Ciało”.
W starożytności do tego obrzędu używano dużego chleba. Diakoni i akolici rozkładali białe płótno, aby okruchy chleba łamanego przez koncelebransów nie spadły na podłogę. Wraz z upływem czasu, na przełomie IX i X wieku, podczas Eucharystii najpierw zaczęto używać kwaszonego chleba, a później małych hostii, w związku z czym obrzęd ten stał się raczej symboliczny. Od II Soboru Watykańskiego kapłan łamie na 3 części tylko dużą hostię. Pierwszą z nich łączy z winem konsekrowanym w kielichu, drugą spożywa, a trzecią pozostawia na wiatyk lub komunię dla chorych. Duża połamana hostia może być również podawana podczas Eucharystii.

## Znaczenie

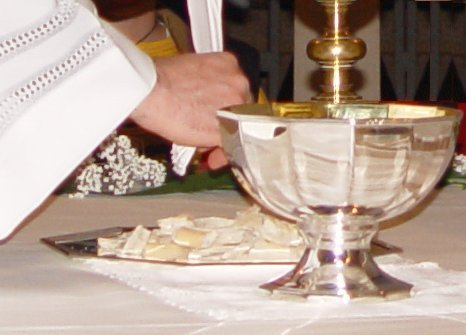
Współczesne łamanie chleba (łac. Fractio panis)

Współcześnie łamanie chleba ma z jednej strony znaczenie funkcjonalne, ponieważ umożliwia przygotowanie odpowiedniej ilości hostii do rozdzielenia podczas Eucharystii, a z drugiej symbolizuje pewną wspólnotę Eucharystyczną, która pożywia się przy wspólnym stole, którą łączą podobne wartości i przede wszystkim wspólna wiara.